# Martes y trece (película)
Martes y trece es una película cómica, de coproducción hispano-portuguesa de 1961, estrenada el 2 de marzo de 1962 en Portugal y el 7 de mayo en España. Fue dirigida por Pedro Lazaga y protagonizada por Concha Velasco, José Luis López Vázquez, Isabel de Castro y Franz Johan.

## Argumento
Lola y María son dos jóvenes prometidas a Franz y a Pepe. Ninguna de las parejas teme a las supersticiones por lo que deciden casarse un martes y trece. Sin embargo, el dicho que dice que en tal día ni te cases ni te embarques debe tener algo de verdad, porque ambas parejas empiezan a sufrir numerosos problemas, empezando con un incendio en casa de uno de los novios.

## Reparto
- Concha Velasco como María.
- José Luis López Vázquez como Pepe / Julio (jugador de hockey).
- Franz Johan como Franz.
- Isabel de Castro como Lola.
- Juan Calvo como Oficial de policía.
- Matilde Muñoz Sampedro como Camarera de Franz.
- Raul Solnado como Entrenador de hockey.
- Emilio Rodríguez como Ayudante del inspector.
- Beni Deus como gánster jefe.
- Antonio Giménez Escribano como Don Armando.
- José Villasante como Espectador partido.
- Juan Cazalilla como Sacristán.